# Côme Joussain
Pas d'image ? Cliquez ici

a Compétitions nationales et continentales officielles uniquement.

Dernière mise à jour le 19 mars 2025.
Côme Joussain, né le 18 janvier 2001 à Paris (France), est un joueur français de rugby à XV jouant au poste de deuxième ligne avec les Leicester Tigers depuis 2024.
Formé au Stade français Paris où il ne joue quasiment pas, il gagne ensuite du temps de jeu à l'US Carcassonne, avant de quitter la France pour l'Angleterre et joue avec le Nottingham RFC, en deuxième division anglaise. Un an plus tard, il est intégré à l'équipe des Leicester Tigers qui évoluent quant à eux en première division.

## Biographie

### Jeunesse et formation
Côme Joussain naît à Paris. Il commence pourtant le rugby à XV à l'US Dax à sept ans, avant de rejoindre le Stade français Paris en 2009, à l'âge de huit ans,. Il y fait toute sa formation, passant par toutes les catégories d'âge. En 2017, il intègre le centre de formation de l'équipe parisienne. Lorsqu'il joue en moins de 18 ans, il est surclassé plusieurs fois avec les espoirs par Pascal Papé, responsable du centre de formation. Puis, il signe son premier contrat professionnel en 2020.
En début d'année 2020, il est également sélectionné en équipe de France des moins de 20 ans développement pour un match face à la Géorgie.

### Débuts en France (2020-2023)
Côme Joussain fait ses débuts professionnels avec son club formateur au mois de janvier 2020, durant la saison 2019-2020. Il participe à deux matchs de Challenge européen, contre le Zebre Parma et le CA Brive. Ce sont ses deux seuls matchs joués avec le Stade français,. Peu de temps après, il subit une blessure au niveau d'un nerf à la base du cou, perdant le contrôle du bout d'un doigt jusqu'à la racine du cou durant plusieurs mois.
Il ne rejoue ensuite pas avec le club de la capitale durant la saison 2020-2021, puis est prêté à l'US Carcassonne pour la saison 2021-2022 afin d'acquérir de l'expérience. Cette saison, il entre en jeu à six reprises et ne connaît aucune titularisation. Il s'engage définitivement dans ce club la saison suivante, en 2022-2023, et gagne du temps de jeu,. À l'issue de la saison, il se voit proposer une prolongation de contrat malgré la relégation de l'US Carcassonne en Nationale, ce qu'il refuse et quitte ainsi le club,.

### Révélation en Angleterre (depuis 2023)
Ayant envie de jouer en Angleterre et ayant une compagne anglaise, Côme Joussain décide de concrétiser son projet de jouer dans ce pays et signe un contrat de trois mois avec les Leicester Tigers et effectue toute la préparation physique d'intersaison avec cette nouvelle équipe. Il joue finalement toute la saison 2023-2024 avec un club partenaire, le Nottingham RFC, afin de s'aguerrir. Il s'impose rapidement dans cette équipe ; son passage à Nottingham lui permet de jouer vingt-et-un matchs de Championship et de Coupe d'Angleterre, dont vingt en tant que titulaire, séduisant au passage les dirigeants de Leicester qui décident de le conserver.
Il fait ensuite toute la préparation estivale avant la reprise de la saison 2024-2025 avec les Tigers, participant à un stage au Portugal. À la reprise de la saison, il est le seul Français à évoluer en Premiership. Il fait ses débuts avec Leicester dès la première journée de championnat, entrant en jeu en seconde période dans une victoire 17 à 14 contre les Exeter Chiefs,. Il obtient sa première titularisation le 1er novembre 2024, à l'occasion d'un match de Coupe d'Angleterre contre les Northampton Saints.

## Palmarès
- Leicester Tigers
  - Finaliste du Championnat d'Angleterre en 2025.